# Philippe Bianconi
Philippe Bianconi (* 27. März 1960 in Nizza) ist ein französischer Pianist.
Philippe Bianconi wurde am Konservatorium seiner Heimatstadt Nizza bei Simone Delbert-Février ausgebildet, setzte dann seine Studien in Paris bei Gaby Casadesus und in Freiburg bei Vitaly Margulis fort. Mit 17 gewann er den ersten Preis beim Wettbewerb der „Jeunesses Musicales“ in Belgrad; es folgten der Erste Preis beim Internationalen Klavierwettbewerb in Cleveland und die Silbermedaille beim Van Cliburn Wettbewerb (1985). Seitdem tritt Bianconi, der von der Washington Post als ein Pianist beschrieben wurde, „dessen Spiel immer nahe an der Seele der Musik ist und der den Raum mit Poesie und Leben füllt“, als Solist und mit Orchester sowie als Kammermusiker in der ganzen Welt auf. Daneben gibt er Meisterkurse, vor allem in den USA.
Sein Repertoire reicht von Bach bis zu zeitgenössischen Komponisten, als Solist liegen ihm jedoch die deutsche romantische Klavierliteratur von Schubert, Schumann, Brahms, sowie Chopin und die französischen sog. Impressionisten Debussy und Ravel besonders am Herzen.
Philippe Bianconi ist künstlerischer Beirat von ProPiano Hamburg e.V.

## Diskografie
- Claude Debussy. Estampes, Images, Masques, L'Isle Joyeuse, … D'Un Cahier D'Esquisses. SACD (2011)
- Robert Schumann. The Lyrinx Recordings. 2 CD (2011, Wiederveröffentlichung der Aufnahmen von 1996 und 1998)
- Ernest Chausson. Concert op.21 u. a. Werke. Mit R. Pasquier (Violine), S. Piau (Sopran) und dem Parisii Quartett. Saphir (2010)
- Maurice Ravel. L'œuvre pour piano seul. 2 SACD. Lyrinx (2007)
- Johannes Brahms. The Violin Sonatas. Mit Tedi Papavrami (Violine). æon (2007)
- Franz Schubert. Sonata D. 959, 3 Klavierstücke D. 946. Lyrinx (2001)
- Robert Schumann. Fantasie in C, Davidsbündlertänze. Lyrinx (1998)
- Robert Schumann. Etudes symphoniques, Variations posthumes, Humoreske. Lyrinx (1996)
- M aurice Ravel. Miroirs, Valses Nobles et sentimentales, Gaspard de la Nuit. Lyrinx (1993)
- Gabriel Fauré. La Bonne Chanson. Mit dem Quatuor Parisii, J. Correas (Bariton), D. Desjardins (Kontrabass). Disques Pierre Verany (2005)
- Johannes Brahms. Piano Quintet op.34. Mit dem Sine Nomine Quartet. Claves
- Schostakowitsch. Sonata op.40 in d, Prokofiev, Sonate op.119 in C. Mit Gary Hoffman (Cello). Le Chant du Monde (1999)
- Camille Saint-Saëns. Piano Concerto n.2 in g. Mit dem Budapest Philharmonic Orchestra/Rico Saccani (2003)
- Franz Schubert. Winterreise D.911. Mit Hermann Prey (Bariton). Denon (1984)
- Franz Schubert. Die schöne Müllerin. Mit Hermann Prey (Bariton). Denon (1985)
- Franz Schubert. Schwanengesang Mit Hermann Prey (Bariton). Denon (1985)
- The Seventh Cliburn Competition 1985. Prokofiev, Ravel, Liszt. VAIA (1998)